# Liste der Abgeordneten zum Burgenländischen Landtag (V. Gesetzgebungsperiode)
Diese Liste der Abgeordneten zum Burgenländischen Landtag listet alle Mitglieder des Burgenländischen Landtags in der V. Gesetzgebungsperiode auf. Die Gesetzgebungsperiode wurde am 13. Dezember 1945 mit der Angelobung der Abgeordneten und der Wahl des Präsidiums eröffnet und endete nach 43 Sitzungen am 4. November 1949 mit der Angelobung des Landtags der VI. Gesetzgebungsperiode. Nach der Landtagswahl am 25. November 1945 entfielen 17 von 32 Mandaten auf die Österreichische Volkspartei (ÖVP), 14 Mandate auf die Sozialdemokratische Partei Österreichs (SPÖ) und 1 auf die Kommunistische Partei Österreichs (KPÖ). Nach der Angelobung der Abgeordneten am 13. Dezember 1945 wählten diese am 4. Jänner 1946 die Landesregierung Karall I.
Dem Präsidium saß als 1. Landtagspräsident der ÖVP-Abgeordnete Martin Wetschka vor. Die Funktion des 2. Landtagspräsidenten hatte Ernst Hoffenreich (SPÖ) inne, 3. Landtagspräsident war Otto Mödlagl (KPÖ). Die Funktion des Schriftführers übten Josef Lentsch und Friedrich Robak aus, Ordner waren Stefan Dobrovich und Franz Asboth (bis 9. Oktober 1947) und Lorenz Schöfbeck (ab 9. Oktober 1947).
Während der Gesetzgebungsperiode kam es zu sechs Wechseln unter den Landtagsabgeordneten. Insgesamt gehörten somit 38 verschiedene Personen dem Landtag während der V. Gesetzgebungsperiode an.
| Name               | Fraktion | Anmerkung                                  |
| ------------------ | -------- | ------------------------------------------ |
| Asboth Franz       | SPÖ      | bis 9. Oktober 1947                        |
| Bauer Johann       | ÖVP      |                                            |
| Bögl Hans          | SPÖ      |                                            |
| Borik Hilde        | SPÖ      | bis 25. September 1946                     |
| Dobrovich Stefan   | ÖVP      |                                            |
| Fiedler Franz      | SPÖ      |                                            |
| Fiedler Georg      | ÖVP      |                                            |
| Glaser Johann      | SPÖ      |                                            |
| Grabenhofer Johann | ÖVP      |                                            |
| Haas Emmerich      | ÖVP      |                                            |
| Habeler Johann     | ÖVP      |                                            |
| Hofer Alois        | SPÖ      | ab 9. Oktober 1947 für Franz Asboth        |
| Hoffenreich Ernst  | SPÖ      |                                            |
| Karall Lorenz      | ÖVP      |                                            |
| Kast Josef         | ÖVP      |                                            |
| Kettner Stefan     | SPÖ      | ab 25. September 1946 für Alexander Stangl |
| Kotzmanek Stephan  | ÖVP      |                                            |
| Krammer Franz      | SPÖ      |                                            |
| Kranitz Johann     | SPÖ      | bis 9. Oktober 1947                        |
| Lentsch Josef      | ÖVP      |                                            |
| Leser Ludwig       | SPÖ      | bis 8. November 1946                       |
| Mikula Oskar       | ÖVP      |                                            |
| Mödlagl Otto       | KPÖ      |                                            |
| Nedwal Andreas     | ÖVP      |                                            |
| Pinter Michael     | SPÖ      | ab 8. November 1946 für Ludwig Leser       |
| Robak Friedrich    | SPÖ      |                                            |
| Schedl Franz       | ÖVP      |                                            |
| Schilowetz Josef   | SPÖ      | ab 25. September 1946 für Hilde Borik      |
| Schöfbeck Lorenz   | SPÖ      |                                            |
| Stangl Alexander   | SPÖ      | bis 26. Juli 1948                          |
| Trinkl Josef       | ÖVP      |                                            |
| Unger Gottlieb     | SPÖ      |                                            |
| Unger Hans         | SPÖ      | ab 26. Juli 1948 für Stefan Kettner        |
| Vogl Adolf         | ÖVP      |                                            |
| Wagner Johann      | ÖVP      |                                            |
| Wessely Alois      | SPÖ      |                                            |
| Wetschka Martin    | ÖVP      |                                            |
| Wölfer Stefan      | SPÖ      | ab 9. Oktober 1947 für Johann Kranitz      |